# Campidoglio (Charlotte Amalie)
Il Campidoglio di Charlotte Amalie (in inglese Virgin Islands Capitol) è la sede governativa e legislativa del territorio delle Isole Vergini Americane, negli Stati Uniti d'America.